# Liste norwegischer Metalbands
Die Liste norwegischer Metalbands zählt namhafte norwegische Musikgruppen aus dem Genre Metal auf. Hard-Rock-Bands werden nur in die Liste aufgenommen, insofern sie auch Metal spielen.
Aufnahmekriterien für die Liste sind:
- Wikipediarelevanz
- belegte internationale Präsenz
- der Charakter einer Supergroup von Mitgliedern anderer Metalbands

Die Erfüllung eines der Kriterien ist ausreichend.
Die Genrebezeichnungen sind in der Liste wie folgt abgekürzt: „AM“ – Alternative Metal, „BD“ – Black Doom, „BM“ – Black Metal, „DaM“ – Dark Metal, „DD“ – Death Doom, „DeM“ – Death Metal, „DoM“ – Doom Metal, „ExpM“ – Experimental Metal, „ExtM“ – Extreme Metal, „FM“ – Folk Metal, „GM“ – Gothic Metal, „HM“ – Heavy Metal, „IM“ – Industrial Metal, „NSBM“ – National Socialist Black Metal, „PaM“ – Pagan Metal, „PoM“ – Power Metal, „PrM“ – Progressive Metal, „SpM“ – Speed Metal, „SyM“ – Symphonic Metal, „TM“ – Thrash Metal, „UM“ – Unblack Metal, „VM“ – Viking Metal. In die Spalte „Dt. Name“ soll die deutsche Übersetzung des Bandnamens eingetragen werden.

## #
| Name | Dt. Name | Gründung | Auflösung | Genre(s) | Herkunft | Anmerkungen                |
| ---- | -------- | -------- | --------- | -------- | -------- | -------------------------- |
| 1349 | 1349     | 1997     |           | BM       | Norwegen | Aus Alvheim hervorgegangen |

## A
| Name           | Dt. Name                               | Gründung   | Auflösung  | Genre(s)     | Herkunft      | Anmerkungen               |
| -------------- | -------------------------------------- | ---------- | ---------- | ------------ | ------------- | ------------------------- |
| Above Symmetry | über der Symmetrie (en.)               | 2005       |            | PrM          | Skien         | Als Aspera gegründet      |
| Aeternus       | ewig; der Ewige (la.)                  | 1993       |            | BM, DeM      | Bergen        |                           |
| Age of Silence | Zeitalter der Stille (en.)             | 2004       |            | PrM          | Norwegen      |                           |
| Amputation     | Amputation (en.)                       | 1989       | 1990       | Death Metal  |               |                           |
| Ancient        | alt; antik (en.)                       | 1992       |            | BM           | Norwegen, USA |                           |
| Antestor       | ich rufe als Zeugen an (la.)           | 1990, 2010 | 2007       | DeM, DoM, UM | Norwegen      |                           |
| Arcturus       | Arktur (la.)                           | 1987, 2011 | 2007       | BM, DaM, PrM | Norwegen      |                           |
| Ark            | Arche (en.)                            | 1990, 2009 | 2002, 2011 | PrM          | Toten         |                           |
| Artch          | ?                                      | 1983, 1999 | 1993       | PoM          | Sarpsborg     |                           |
| Ásmegin        | mit der Macht der Götter (altnordisch) | 1998       |            | FM           | Norwegen      |                           |
| Atrox          | grässlich; schrecklich (la.)           | 1988       |            | PrM          | Trondheim     | Als Suffocation gegründet |
| Audiopain      | „Gehörschmerz“ (en.)                   | 1996       |            | TM           | Oslo          | Als HÆ? gegründet         |
| Aura Noir      | schwarze Aura (fr.)                    | 1993       |            | BM, TM       | Oslo          |                           |

## B
| Name             | Dt. Name                                  | Gründung | Auflösung | Genre(s)                                         | Herkunft | Anmerkungen                                                                                     |
| ---------------- | ----------------------------------------- | -------- | --------- | ------------------------------------------------ | -------- | ----------------------------------------------------------------------------------------------- |
| Battered         | ramponiert (en.)                          | 2004     |           | TM                                               | Norwegen | Aus Einherjer hervorgegangen                                                                    |
| Blood Red Throne | blutroter Thron (en.)                     | 1998     |           | DeM                                              | Norwegen |                                                                                                 |
| Blood Tsunami    | Bluttsunami (en.)                         | 2004     |           | TM                                               | Oslo     |                                                                                                 |
| Borknagar        | ?                                         | 1995     |           | BM                                               | Norwegen |                                                                                                 |
| Burzum           | Dunkelheit (aus Herr der Ringe entnommen) | 1991     |           | BM (bis 1996, ab 2010), Dark Ambient (1997–2010) | Bergen   | Ein-Mann-Projekt von Varg Vikernes der zweiten Black-Metal-Welle, später Wechsel hin zu Ambient |

## C
| Name              | Dt. Name                 | Gründung   | Auflösung  | Genre(s)      | Herkunft             | Anmerkungen               |
| ----------------- | ------------------------ | ---------- | ---------- | ------------- | -------------------- | ------------------------- |
| Cadaver           | Kadaver (en.)            | 1988, 1999 | 1993, 2004 | DeM           | Fredrikstad, Råde    | Als Cadaver Inc gegründet |
| The Carburetors   | die Vergaser (en.)       | 2001       |            | Hard Rock, HM | Oslo                 |                           |
| Carpathian Forest | karpathischer Wald (en.) | 1990       |            | BM            | Sandnes              |                           |
| Carpe Tenebrum    | pflücke die Nacht (la.)  | 1997       |            | ExtM          | Australien, Norwegen |                           |
| Chrome Division   | Chromdivision (en.)      | 2004       |            | Hard Rock, HM | Norwegen             |                           |
| Circus Maximus    | Circus Maximus (la.)     | 2000       |            | PrM           | Oslo                 |                           |
| Communic          | ?                        | 2003       |            | PoM, PrM      | Norwegen             |                           |
| Conception        | Auffassung (en.)         | 1989, 2005 | 1998, 2005 | PoM, PrM      | Raufoss              |                           |
| Cor Scorpii       | Skorpionenherz (la.)     | 2004       |            | ExtM          | Sogndal              |                           |
| Critical Solution | kritische Lösung (en.)   | 2005       |            | HM, TM        | Helleland            |                           |

## D
| Name              | Dt. Name                     | Gründung | Auflösung | Genre(s)                                                    | Herkunft                  | Anmerkungen |
| ----------------- | ---------------------------- | -------- | --------- | ----------------------------------------------------------- | ------------------------- | ----------- |
| Darkthrone        | Dunkelthron (en.)            | 1986     |           | DM (bis 1991), BM (ab 1991), HM mit BM-Einflüssen (ab 2006) | Als Black Death gegründet |             |
| Den Saakaldte     | der Sogenannte (no.)         | 2006     |           | BM                                                          | Norwegen                  |             |
| Deride            | verspotte(n) (en.)           | 1995     |           | Metal                                                       | Bergen                    |             |
| Devil             | Teufel (en.)                 | 2009     |           | DoM, Rock                                                   | Nes                       |             |
| Dimmu Borgir      | dunkle Städte / Burgen (is.) | 1993     |           | BM bis 1996, DaM, SyM seit 1997                             | Norwegen                  |             |
| Disiplin          | Disziplin (no.)              | 2000     |           | BM (bis 2005), NSBM (ab 2009)                               | Norwegen                  |             |
| Dismal Euphony    | düsterer Wohlklang (en.)     | 1994     | 2001      | BM, FM                                                      | Norwegen                  |             |
| Divided Multitude | geteilte Vielzahl (en.)      | 1995     |           | PoM, PrM                                                    | Brekstad                  |             |
| Dødheimsgard      | ?                            | 1994     |           | BM, PrM                                                     | Oslo                      |             |
| Drottnar          | Meister, König (is.)         | 1996     |           | DeM, PrM, UM                                                | Norwegen                  |             |

## E
| Name       | Dt. Name                        | Gründung   | Auflösung | Genre(s) | Herkunft    | Anmerkungen |
| ---------- | ------------------------------- | ---------- | --------- | -------- | ----------- | ----------- |
| Einherjer  | allein Kämpfender (altnordisch) | 1993, 2009 | 2004      | VM       | Haugesund   |             |
| Emperor    | Imperator; Kaiser (en.)         | 1991, 2005 | 2001      | BM, PrM  | Norwegen    |             |
| Enslaved   | versklavt (en.)                 | 1991       |           | PrM, VM  | Norwegen    |             |
| Equinox    | Tagundnachtgleiche (en.)        | 1988       | 1995      | TM       | Fredrikstad |             |
| Execration | Verfluchung                     | 2004       |           | DeM      | Oslo        |             |
| Exeloume   | ?                               | 2007       |           | DeM, TM  | Trondheim   |             |
| Extol      | lobe(n)                         | 1993       |           | DeM, PrM | Oslo        |             |

## F
| Name                     | Dt. Name                                           | Gründung   | Auflösung | Genre(s) | Herkunft  | Anmerkungen                        |
| ------------------------ | -------------------------------------------------- | ---------- | --------- | -------- | --------- | ---------------------------------- |
| The Fall of Every Season | das Nachlassen / der Herbst jeder Jahreszeit (en.) | 2004       |           | DD       | Trondheim | Ein-Mann-Projekt von Marius Strand |
| Faustcoven               | Fausthexenzirkel (en.)                             | 2002       |           | BD       | Trondheim |                                    |
| Fester                   | eitern                                             | 1989, 2010 | 1995      | ExtM     | Askim     | Als Heroic Conduct gegründet       |
| Fimbulwinter             | Fimbulwinter                                       | 1992       | 1994      | BM       | Norwegen  | Band der zweiten Black-Metal-Welle |
| Fleurety                 | ?                                                  | 1991       |           | Metal    | Ennebakk  |                                    |
| Forgotten Woods          | vergessene Wälder (en.)                            | 1991       |           | BM       | Norwegen  |                                    |
| Funeral                  | Begräbnis (en.)                                    | 1991       |           | DD       | Norwegen  |                                    |
| Furze                    | Stechginster (en.)                                 | 1996       |           | BD       | Trondheim |                                    |

## G
| Name            | Dt. Name                   | Gründung   | Auflösung | Genre(s)                   | Herkunft     | Anmerkungen |
| --------------- | -------------------------- | ---------- | --------- | -------------------------- | ------------ | ----------- |
| Gaia Epicus     | falsches Latein?           | 2001       |           | PM                         | Trondheim    |             |
| Gehenna         | Gehinnom (gr.)             | 1993       |           | BM, DeM                    | Stavanger    |             |
| Glittertind     | Glittertind „Glitzerzinne“ |            | FM        | Norwegen                   |              |             |
| Goat the Head   | Ziege, der Kopf (en.)      | 2005       |           | DeM                        | Norwegen     |             |
| God Seed        | Gottessaat (en.)           | 2009, 2012 | 2009      | BM                         | Bergen       |             |
| Gorgoroth       | ?                          | 1992       |           | BM                         | Bergen       |             |
| Gothminister    | „Gothpriester“             | 1999       |           | AM                         | Norwegen     |             |
| Green Carnation | grüne Nelke (en.)          | 1990       |           | DeM (1990), Hard Rock, PrM | Kristiansand |             |
| Grimfist        | Düsterfaust (en.)          | 2001       |           | BM, DeM                    | Norwegen     |             |

## H
| Name           | Dt. Name               | Gründung | Auflösung | Genre(s) | Herkunft                          | Anmerkungen                |
| -------------- | ---------------------- | -------- | --------- | -------- | --------------------------------- | -------------------------- |
| Hades Almighty | Hades allmächtig (en.) | 1992     |           | PaM      | Bergen                            | Bis 1999 als Hades bekannt |
| Helheim        | Helheim                | 1992     |           | VM       | Bergen                            |                            |
| Highland Glory | Highlandruhm (en.)     | 2001     |           | PoM      | Aus Phoenix Rizing hervorgegangen |                            |

## I
| Name              | Dt. Name                      | Gründung   | Auflösung | Genre(s)                              | Herkunft                            | Anmerkungen                 |
| ----------------- | ----------------------------- | ---------- | --------- | ------------------------------------- | ----------------------------------- | --------------------------- |
| I                 | Ich (en.)                     | 2005       |           | HM                                    | Bergen                              |                             |
| Immortal          | unsterblich (en.)             | 1990       |           | DaM, DeM, HM                          | Norwegen                            |                             |
| In the Woods…     | in den Wäldern… (en.)         | 1992, 2014 | 2000      | PaM, PrM                              | Kristiansand                        |                             |
| In Vain           | vergebens (en.)               | 2003       |           | BM, DD, PrM                           | Kristiansand                        |                             |
| Infernö           | „Infernö“                     | 1995       |           | TM                                    | Oslo                                |                             |
| Insidious Disease | heimtückische Krankheit (en.) | 2004       |           | DM                                    | Als Insidious gegründete Supergroup |                             |
| Isengard          | Isengard                      | 1989       | 1995      | DeM, DoM (bis 1993), BM, VM (ab 1993) | Oslo                                | Ein-Mann-Projekt von Fenriz |
| Iskald            | eiskalt (no.)                 | 2005       |           | BM                                    | Bodø                                |                             |

## J
| Name    | Dt. Name       | Gründung | Auflösung | Genre(s)                           | Herkunft | Anmerkungen |
| ------- | -------------- | -------- | --------- | ---------------------------------- | -------- | ----------- |
| Joyless | freudlos (en.) | 1996     |           | Depressive Black Metal, Shoegazing | Norwegen |             |

## K
| Name             | Dt. Name                               | Gründung | Auflösung | Genre(s)          | Herkunft               | Anmerkungen    |
| ---------------- | -------------------------------------- | -------- | --------- | ----------------- | ---------------------- | -------------- |
| Kampfar          | ?                                      | 1994     |           | FM, PoM           | Fredrikstad            |                |
| Keep of Kalessin | Kalessins Unterkunft / Bergfried (en.) | 1994     |           | BM, ExtM PrM      | Trondheim              |                |
| Khold            | ?                                      | 2000     |           | BM                | Norwegen               |                |
| Killl            | „Killl“                                | 2003     | 2012      | Metal             | Norwegen               | Reine Liveband |
| Koldbrann        | Gangrän                                | 2001     |           | BM                | Drammen                |                |
| The Kovenant     | „The Kovenant“                         | 1993     |           | BM, IM            | Als Covenant gegründet |                |
| Kvelertak        | Würgegriff                             | 2007     |           | EM, Hardcore Punk | Stavanger              |                |

## L
| Name         | Dt. Name                | Gründung   | Auflösung | Genre(s)      | Herkunft   | Anmerkungen |
| ------------ | ----------------------- | ---------- | --------- | ------------- | ---------- | ----------- |
| Leprous      | aussätzig; lepros (en.) | 2001       |           | PrM           | Notodden   |             |
| Limbonic Art | limbonische Kunst (en). | 1993, 2006 | 2003      | BM            | Sandefjord |             |
| Lumsk        | heimtückisch (en.)      | 2000       |           | FM, Folk Rock | Trondheim  |             |

## M
| Name              | Dt. Name                | Gründung     | Auflösung | Genre(s)             | Herkunft  | Anmerkungen                                   |
| ----------------- | ----------------------- | ------------ | --------- | -------------------- | --------- | --------------------------------------------- |
| Madder Mortem     | ?                       | 1993         |           | DaM, PrM             | Norwegen  | Als Mystery Tribe gegründet                   |
| Malignant Eternal | ewig bösartig           | 1991         | 2003      | BM, DaM              | Bergen    |                                               |
| Man the Machetes  | „Mann, die Macheten“    | 2011         |           | Hardcore, Metal      | Trondheim |                                               |
| Manes             | Mähnen                  | 1992/3, 2011 | 2008      | BM, später Dark Rock | Trondheim |                                               |
| Mayhem            | Chaos; Verstümmelung    | 1984, 1995   | 1993      | BM, seit 1995 ExtM   | Norwegen  | Pionierband des Black Metal                   |
| Mezzerschmitt     | „Mezzerschmitt“         | 2000         |           | EM                   | Norwegen  | Supergroup                                    |
| Molested          | belästigt               | 1991         | 1997      | DeM                  | Bergen    |                                               |
| Morgul            | dunkle Magie (Sindarin) | 1990         |           | BM, DaM              | Råde      | Zur „zweiten Welle“ des Black Metal zugehörig |
| Mortal Love       | sterbliche Liebe        | 2000         |           | SM                   | Norwegen  |                                               |
| Myrkgrav          | dunkles Grab (no.)      | 2003         |           | FM, VM               | Norwegen  | Ursprünglich ein Soloprojekt von Lars Jensen  |
| Myrkskog          | dunkler Wald (no.)      | 1993, 1995   | 1994      | BM, DeM              | Norwegen  |                                               |
| Mysticum          | rätselhaft (no.)        | 1991/2       |           | BM, IM               | Norwegen  | Als Sabazios gegründet                        |

## N
| Name            | Dt. Name                 | Gründung | Auflösung | Genre(s)                                | Herkunft | Anmerkungen                          |
| --------------- | ------------------------ | -------- | --------- | --------------------------------------- | -------- | ------------------------------------ |
| Nattefrost      | Nachtfrost (no.)         | 2003     |           | BM                                      | Norwegen | Ein-Mann-Projekt von Roger Rasmussen |
| Nekromantheon   | ?                        | 2005     |           | TM                                      | Kolbotn  |                                      |
| Nidingr         | Bösewicht (an.: níðingr) | 1992     |           | BM, DeM                                 | Borre    | Als Audr gegründet                   |
| Nifrost         |                          | 2005     |           | Extreme Metal, Viking Metal, Folk Metal | Bergen   |                                      |
| Nocturnal Breed | nachtaktive Rasse (en.)  | 1996     |           | BM, TM                                  | Oslo     |                                      |

## O
| Name            | Dt. Name                       | Gründung | Auflösung | Genre(s)         | Herkunft | Anmerkungen                                    |
| --------------- | ------------------------------ | -------- | --------- | ---------------- | -------- | ---------------------------------------------- |
| Obliteration    | Auslöschung; Vernichtung (en.) | 2001     |           | DeM              | Kolbotn  |                                                |
| Old Man’s Child | Kind eines alten Mannes (en.)  | 1993     |           | BM, Symphonic BM | Norwegen | Mittlerweile nur noch aus Galder bestehend     |
| Order           | Ordnung; Gebot                 | 2013     |           | BM, DeM          | Oslo     | Supergroup von Mayhem- und Cadaver-Mitgliedern |

## P
| Name              | Dt. Name          | Gründung   | Auflösung | Genre(s)  | Herkunft  | Anmerkungen        |
| ----------------- | ----------------- | ---------- | --------- | --------- | --------- | ------------------ |
| Pagan’s Mind      | Heidengeist (en.) | 2000       |           | PoM, PrM  | Norwegen  |                    |
| Peccatum          | Sünde (la.)       | 1998       | 2006      | DaM       | Norwegen  |                    |
| Purified in Blood | in Blut gereinigt | 2003, 2008 | 2007      | Metalcore | Stavanger | Straight-Edge-Band |

## R
| Name        | Dt. Name                           | Gründung | Auflösung | Genre(s) | Herkunft  | Anmerkungen                                   |
| ----------- | ---------------------------------- | -------- | --------- | -------- | --------- | --------------------------------------------- |
| Ragnarok    | Schicksal der Götter (altnordisch) | 1994     |           | BM       | Sarpsborg | Wurde auch als Viking-Metal-Band wahrgenommen |
| Red Harvest | rote Ernte                         | 1989     | 2010      | IM, TM   | Oslo      |                                               |

## S
| Name                    | Dt. Name                                    | Gründung | Auflösung | Genre(s)             | Herkunft               | Anmerkungen                           |
| ----------------------- | ------------------------------------------- | -------- | --------- | -------------------- | ---------------------- | ------------------------------------- |
| Sahg                    | ?                                           | 2004     |           | DoM, Hard Rock       | Bergen                 |                                       |
| Sarke                   | ?                                           | 2008     |           | BM, TM               | Oslo                   |                                       |
| Satyricon               | ?                                           | 1990     |           | BM                   | Norwegen               | Als Eczema gegründet                  |
| Scum                    | Abschaum (en.)                              | 2002     |           | BM, Hardcore Punk    | Norwegen, USA          | Supergroup                            |
| Shining                 | strahlend; leuchtend (en.)                  | 1999     |           | Crossover, Jazz, PrM | Oslo                   | Vom Norwegischen Kulturrat finanziert |
| The Sins of Thy Beloved | Die Sünden deiner Geliebten (en.)           | 1996     | 2013      | GM                   | Norwegen               |                                       |
| Sirenia                 | Seekühe (en., la.)                          | 2001     |           | DaM, SM              | Norwegen               |                                       |
| Skitliv                 | Scheißleben (no.)                           | 2005     |           | BD                   | Norwegen               |                                       |
| Solefald                | Sonnenuntergang (dän.)                      | 1995     |           | BM, PrM, VM          | Norwegen               |                                       |
| Sonic Debris            | Schalltrümmer (en.)                         | 1995     |           | PrM                  | Hedmark                | Als Blindfold gegründet               |
| Spidergawd              | Spinnengott (en.)                           | 2013     |           | Trondheim            | Hard Rock, Heavy Metal |                                       |
| Spiral Architect        | Spiralarchitekt (en.)                       | 1993     |           | PrM                  | Oslo                   |                                       |
| Stonegard               | ?                                           | 1997     | 2009      | HM (anfangs), AM     | Oslo                   |                                       |
| Storm                   | Sturm (en.)                                 | 1994     | 1995      | FM                   | Norwegen               | „nationalromantische“ Supergroup      |
| Strid                   | Kampf (no.)                                 | 1990     | 2009      | BM                   | Norwegen               | Als Malfeitor gegründet               |
| Sturmgeist              | Sturmgeist (de.)                            | 2002     |           | AM, BM, PrM, TM      |                        |                                       |
| Susperia                | „Susperia“ (Anlehnung an den Film Suspiria) | 1998     |           | BM, TM               | Bærum                  | Als Seven Sins gegründet              |
| Svartahrid              | ?                                           | 1994     |           | BM                   | Skien                  |                                       |
| Sworn                   | geschworen; vereidigt (en.)                 | 2005     |           | ExtM, HM, TM         | Bergen                 |                                       |

## T
| Name               | Dt. Name                   | Gründung   | Auflösung | Genre(s)                                 | Herkunft  | Anmerkungen                                          |
| ------------------ | -------------------------- | ---------- | --------- | ---------------------------------------- | --------- | ---------------------------------------------------- |
| Taake              | Nebel (no.)                | 1995       |           | BM                                       | Norwegen  | 1993 als Thule gegründet, Ein-Mann-Projekt von Hoest |
| Tantara            | ?                          | 2009       |           | TM                                       | Vestfold  |                                                      |
| Theatre of Tragedy | Theater der Tragödie (en.) | 1993       | 2010      | GM, Dark Rock, Electropop                | Stavanger |                                                      |
| Thorns             | Dorne (en.)                | Vor 2000   |           | BM                                       | Norwegen  |                                                      |
| Trail of Tears     | Pfad der Tränen (en.)      | 1994       | 2013      | DaM, GM, (Frühwerk), DaM, SyM (Spätwerk) | Norwegen  | Als Natt gegründet                                   |
| Trelldom           | Knechtschaft (no.)         | 1992       |           | Metal                                    | Norwegen  |                                                      |
| Triosphere         | „Triosphäre“ (en.)         | 2004       |           | PoM, PrM, SyM                            | Trondheim |                                                      |
| Tristania          | „Tristania“                | 1996       |           | GM (Frühwerk), SyM                       | Norwegen  |                                                      |
| Troll              |                            | 1992       |           | BM                                       |           |                                                      |
| Trollfest          | Trollfest                  | 2004       |           | FM                                       | Norwegen  |                                                      |
| Tsjuder            | ?                          | 1993       | 200g      | BM                                       | Norwegen  |                                                      |
| Tulus              | ?                          | 1993, 2006 | 2000      | BM                                       | Oslo      |                                                      |

## U
| Name  | Dt. Name    | Gründung | Auflösung | Genre(s)                                   | Herkunft | Anmerkungen |
| ----- | ----------- | -------- | --------- | ------------------------------------------ | -------- | ----------- |
| Ulver | Wölfe (no.) | 1993     |           | BM, FM (Frühwerk), Dark Ambient (Spätwerk) | Norwegen |             |

## V
| Name           | Dt. Name                 | Gründung | Auflösung | Genre(s)                         | Herkunft | Anmerkungen              |
| -------------- | ------------------------ | -------- | --------- | -------------------------------- | -------- | ------------------------ |
| Valhall        | Walhall (no.)            | 1987     |           | BM, TM (Frühwerk), DM (Spätwerk) | Oslo     |                          |
| Ved Buens Ende | am Ende des Bogens (no.) | 1994     | 2007      | BM, ExpM                         | Norwegen |                          |
| Vreid          | Zorn; Wut (no.)          | 2004     |           | ExtM                             | Norwegen | Nachfolgeband von Windir |

## W
| Name             | Dt. Name                            | Gründung | Auflösung | Genre(s)             | Herkunft  | Anmerkungen                           |
| ---------------- | ----------------------------------- | -------- | --------- | -------------------- | --------- | ------------------------------------- |
| Wallachia        | „Wallachia“                         | 1992     |           | ExtM, SyM            | Steinkjer |                                       |
| Windir           | Krieger (altnordisch)               | 1994     | 2004      | ExtM                 | Norwegen  | wird auch dem Viking Metal zugeordnet |
| Winds            | Winde (en.)                         | 1998     |           | DaM, PrM, SyM        | Norwegen  |                                       |
| Witchhammer      | Hexenhammer (en.)                   | 1986     |           | TM, SpM              | Sarpsborg |                                       |
| Withem           | ?                                   | 2011     |           | PrM                  | Oslo      |                                       |
| Wolves Like Us   | Wölfe wie wir (en.)                 | 2010     |           | Metal, Post-Hardcore | Oslo      |                                       |
| The Wretched End | das elende / erbärmliche Ende (en.) | 2008     |           | DeM, TM              | Notodden  |                                       |

## Z
| Name     | Dt. Name     | Gründung | Auflösung | Genre(s) | Herkunft | Anmerkungen |
| -------- | ------------ | -------- | --------- | -------- | -------- | ----------- |
| Zyklon   | Zyklon (de.) | 1998     | 2010      | BM, DeM  | Notodden |             |
| Zyklon-B | Zyklon B     | 1995     | 1996      | BM       | Norwegen |             |

## Endnoten
1. ↑  Rezension zu Massive Cauldron of Chaos auf metal.de
2. 1 2  Rezension zu Ripples auf metal.de
3. ↑  Bandbiographie zu Age of Silence auf Allmusic
4. ↑  Bandbiographie auf metalblade.com
5. ↑  Diskographie zu Antestor auf Discogs
6. 1 2  Rezension zu Aspera Hiems Symfonia... auf metal.de
7. ↑  Rezension zu Burn The Sun auf metal.de
8. ↑  Diskographie zu Audipain auf Discogs
9. ↑  Rezension zu Affiliated With The Suffering auf metal.de
10. ↑  Bandbiographie auf laut.de
11. ↑  Per Hinrichs, Sascha Lehnartz: Ein norwegischer Neonazi schleicht im Wald rum, abgerufen am 22. Mai 2020.
12. ↑  Rezension zu Belus auf metal.de
13. ↑  Bandbiographie auf laut.de
14. ↑  Rezension zu Divided Multitude auf metal.de
15. ↑  Rezension zu Epistemology im Metal Hammer
16. ↑  Meldung zu Engangsgrill im Metal Hammer
17. ↑  Bandbiographie zu Nekromantheon auf laut.de
18. ↑  Rezension zu The High Heat Licks Against Heaven auf metal.de
19. ↑  Rezension zu Napalm Nights auf metal.de
20. ↑  Diskographie zu Nocturnal Breed auf Discogs
21. ↑  Bandbeschreibung von Peaceville
22. ↑  Bandbiographie auf laut.de
23. ↑  Meldung zu Order im Metal Hammer
24. ↑  Rezension zu Deep Calleth Upon Deep im Metal Hammer
25. ↑  Rezension zu Neonism auf terrorverlag.de
26. ↑  Rezension zu Manifesto Futurista auf musikreviews.de
27. ↑  Bandbiographie zu Susperia auf laut.de
28. ↑  Rezension zu Sadness and Wrath auf metal.de
29. ↑  Rezension zu Kong Vinter auf metal.de
30. ↑  Rezension zu Based on Evil auf metal.de
31. ↑  Bandbiographie zu Theatre of Tragedy auf laut.de
32. ↑  Diskographie zu Thorns auf Discogs
33. ↑  Bandbiographie zu Trail of Tears auf laut.de
34. ↑  Rezension zu The Norwegian National Opera auf musikreviews.de
35. ↑  Bandbiographie zu Wolves Like Us auf laut.de
36. ↑  Bandbiographie zu The Wretched End auf laut.de
37. 1 2  Bandbiographie zu Zyklon auf laut.de